# Sergio Pérez
Sergio Michel "Checo" Pérez Mendoza, född 26 januari 1990 i Guadalajara, är en mexikansk racerförare. Pérez har kört för Force India, Racing Point, McLaren och Sauber och Red Bull i Formel 1.
Pérez är yngre broder till den tidigare NASCAR Corona Series-mästaren Antonio Pérez.

## Racingkarriär

### Brittiska F3-mästerskapet
Pérez slog igenom i det Brittiska F3-mästerskapet, där han under 2008 var en av toppförarna med flera segrar. Mexikanen sågs som en framtida potentiell stjärna. Han hade redan 2007 vunnit den nationella klassen, men blev nu fyra i totalserien, efter att hans stall inte hängt med i den tekinska utvecklingen under säsongen.

### GP2
Pérez tog sedan klivet till GP2 Asia Series säsongen 2008/2009. Efter att ha tagit två segrar och slutat sjua i totalen, fick han ett kontrakt med Arden International i huvudserien till 2009. Pérez gjorde en mycket ojämn säsong och lyckades inte ta någon seger, men plockade ändå två pallplatser på Valencia Street Circuit. I övrigt hade han bara ett fåtal poängplaceringar, och slutade säsongen på tolfte plats. Till säsongen 2010 fick han ett kontrakt med Barwa Addax Team. Hans placeringar var fortfarande ganska ojämna, men betydligt bättre än den föregående säsongen. Han lyckades ta fem segrar, en mindre än mästaren Pastor Maldonado, och slutade bakom venezuelanen i mästerskapet. Under säsongen var han även testförare för BMW Sauber i Formel 1.

### Formel 1

#### Sauber (2011–2012)

##### 2011

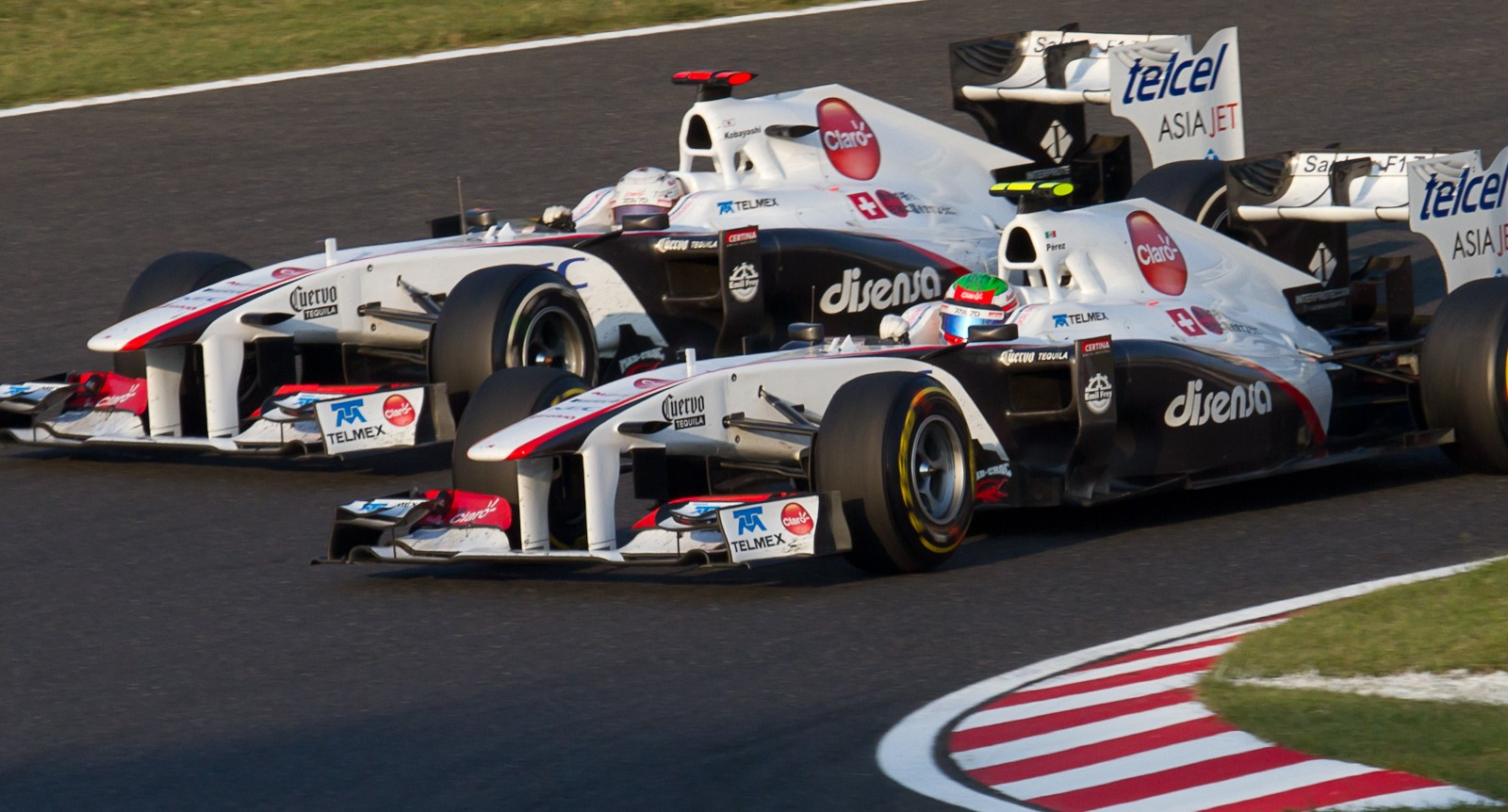
Perez körde formel 1 tillsammans med Kamui Kobayashi under.

I oktober 2010 blev Pérez officiellt bekräftad som andraförare i Sauber för säsongen 2011. Redan under sin första tävling, Australiens Grand Prix, gick han i mål på sjunde plats, efter att ha kört med en enstoppsstrategi. Han fick dock inte behålla den placeringen, då det visade sig att båda Sauberbilarna kört med otillåtna bakvingar, vilket ledde till diskvalificering. Pérez lyckades inte göra om sin fina placering i de tre kommande racen, men under Spaniens Grand Prix tog han sina första poäng, i kraft av en niondeplats i racet.
Tävlingen efter sina första poäng, kunde inte Pérez komma till start. Under kvalet till Monacos Grand Prix var han med om en rejäl krasch, efter tunneln, ned mot Nouvellechikanen. I runt 280 km/h tappade han kontrollen över bilen, gick rakt in i metallräcket och slet bort hjul med hjulupphängning på höger fram. Bilen vred sedan runt cirka 90 grader och ställde sig på tvären, samtidigt som den fortsatte glida i en enorm hastighet mot en annan barriär. Bilen träffade barriären, som tursamt nog var gjord av ett energiabsorberande material, med höger sida och stannade tvärt. Efter den första smällen, innan chikanen, sträckte Pérez upp armarna för att skydda sig, då han visste vad som skulle hända. Kvalet rödflaggades och läkarbilarna, samt ambulans kom och tog hand om honom. Pérez blev lyft ur bilen, sittande kvar i sin stol, och fördes till sjukhus. De första rapporterna sade att han var vid medvetande och hade pratat med läkarpersonalen på plats på banan. Senare rapporter sade att han endast dragit på sig en hjärnskakning, samt sträckt låret.
Två veckor senare, under Kanadas Grand Prix, körde Pérez den första delen av träningen på fredagen, men kände sig inte tillräckligt bra och beslutade att inte delta i tävlingen, och ersattes av Pedro de la Rosa. Pérez var tillbaka under Europas Grand Prix och gick i mål på elfte plats efter att ha försökt att göra endast ett depåstopp. I Storbritannien blev Pérez sjua, hans bästa resultat på hela säsongen.

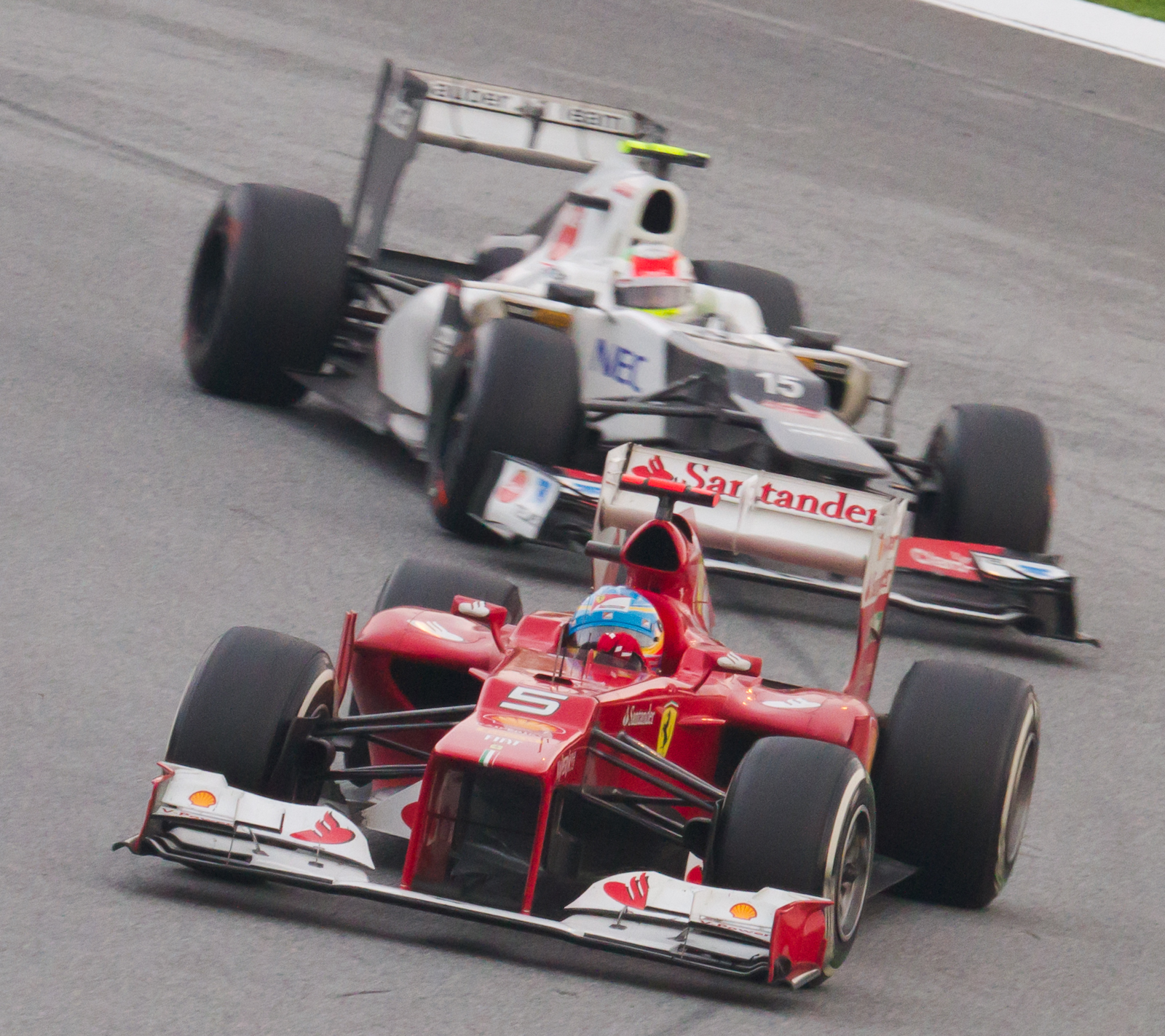
Pérez på väg mot sin första pallplats i Malaysia.

##### 2012
Även under 2012 fortsatte Pérez hos Sauber, tillsammans med Kamui Kobayashi. Under säsongens andra tävling, Malaysias Grand Prix, tog han sin första pallplacering när han gick i mål på andra plats, 2,2 sekunder efter Fernando Alonso som vann. Efter pallplatsen blev det fyra lopp i rad utan en enda poäng, trots att han tog det snabbaste varvet under Monacos Grand Prix, vilket var hans första. Pérez andra pallplats kom under Kanadas Grand Prix på Circuit Gilles Villeneuve, där han gick i mål på tredje plats efter att ha använt sig av en annorlunda strategi. Det blev poängplats i Europas- och Storbritanniens Grand Prix innan den tredje pallplatsen kom under Italiens Grand Prix, efter att han återigen gjort ett depåstopp mindre än konkurrenterna. Pérez slutade på tionde plats i mästerskapet med 66 poäng.

#### McLaren (2013)

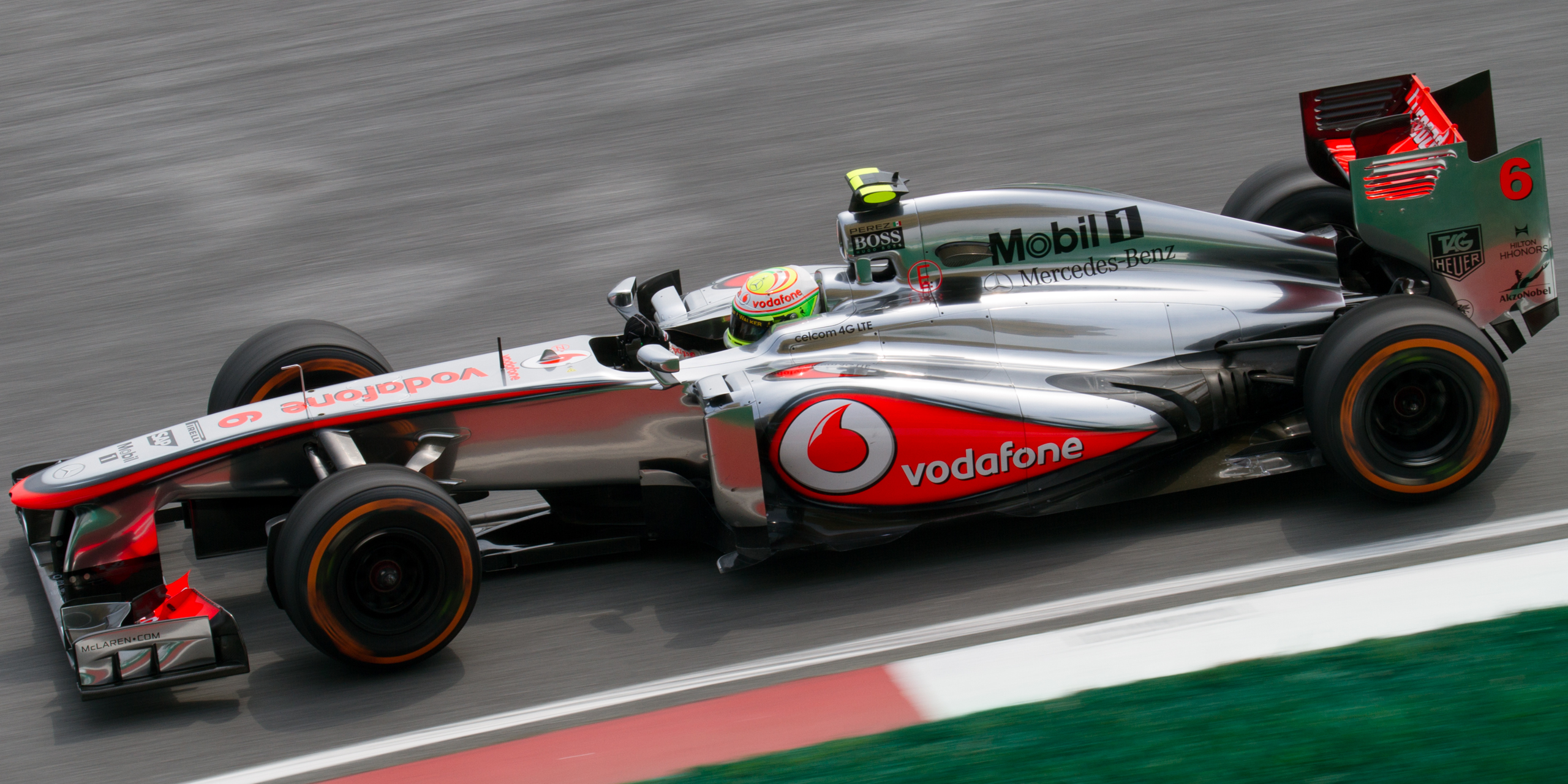
Pérez körde en säsong hos McLaren.

##### 2013
Till säsongen 2013 fick Pérez kontrakt med McLaren efter det att Lewis Hamilton bytt stall. Det visade sig snabbt att McLarenbilen inte var lika konkurrenskraftig som året innan. Under säsongspremiären i Australien blev han elva och i Malaysia nia, och tog det snabbaste varvet. I Bahrain blev han sexa efter en hård fajt med stallkamraten Jenson Button, som tyckte att han gått en bit över gränsen. Pérez säsong blev misslyckad ända fram till det fjärde sista loppet och framåt, då han blev femma, nia, sjua och sexa. Sammanlagt blev det 49 poäng och en elfte plats i mästerskapet. Den 13 november bekräftades att dansken Kevin Magnussen skulle ersätta Pérez till nästa säsong, vilket lämnade honom utan någon plats.

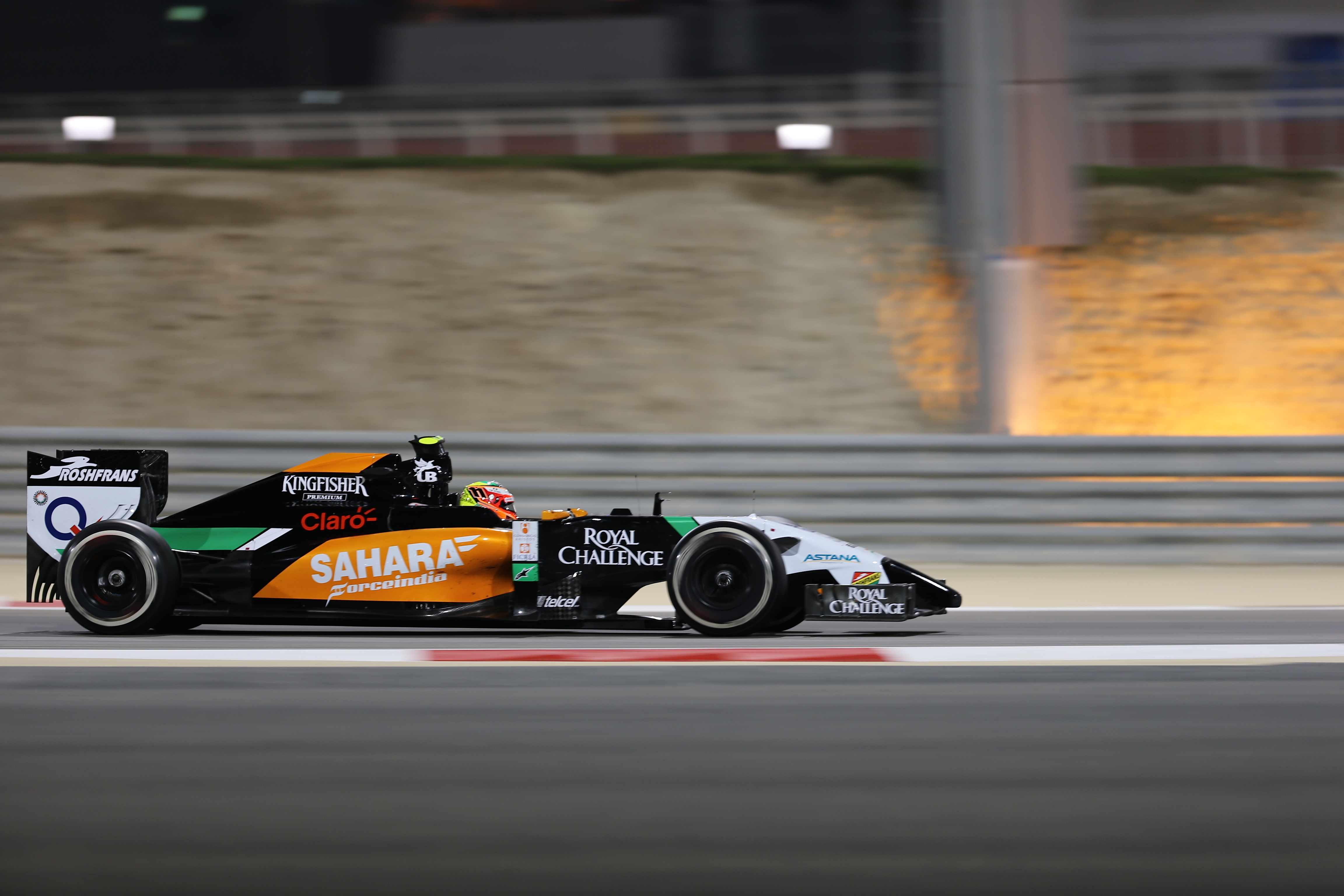
Pérez tog sin första pallplats sedan under Bahrains Grand Prix 2014.

#### Force India/Racing Point (2014–2020)

##### 2014
Den 12 december 2013 bekräftade Pérez att han skulle köra för Force India under 2014. I Australien gick han i mål på elfte plats men blev klassificerad för tionde plats efter att tvåan blev diskvalificerad, vilket var hans första poäng för Force India. I Malaysia kom han inte till ens till start, då han drabbats av ett växellådshaveri. Under den tredje tävlingen, Bahrains Grand Prix, tog han sin första pallplats sedan 2012 när han gick i mål på tredje plats, efter de båda Mercedes-bilarna. Några tävlingar senare, Kanadas Grand Prix, låg han på fjärde plats när han och Felipe Massa kolliderade på sista varvet och båda tvingades bryta, vilket Pérez blev bestraffad för i efterhand. Under Österrikes Grand Prix tog Pérez sitt och Force Indias tredje snabbaste varv. I november, strax före Brasiliens Grand Prix, förlängde Force India förarkontraktet med Pérez för säsongen 2015. Perez fick under säsongen ihop 59 poäng, vilket gav honom en tiondeplats i förarmästerskapet.
2020
Pérez tog sin första seger i Formel-1 vid Sakhirs Grand Prix 2020 då han stod för en gedigen återhämtning efter att ha kolliderat under öppningsvarvet och hamnat på sista plats. Med detta blev han den femte föraren i Formel-1-historien att vinna från sista plats. Vid säsongens slut hamnad Pérez på fjärde plats i förarmästerskapet med 125 poäng.

#### Red Bull (2021-2024)

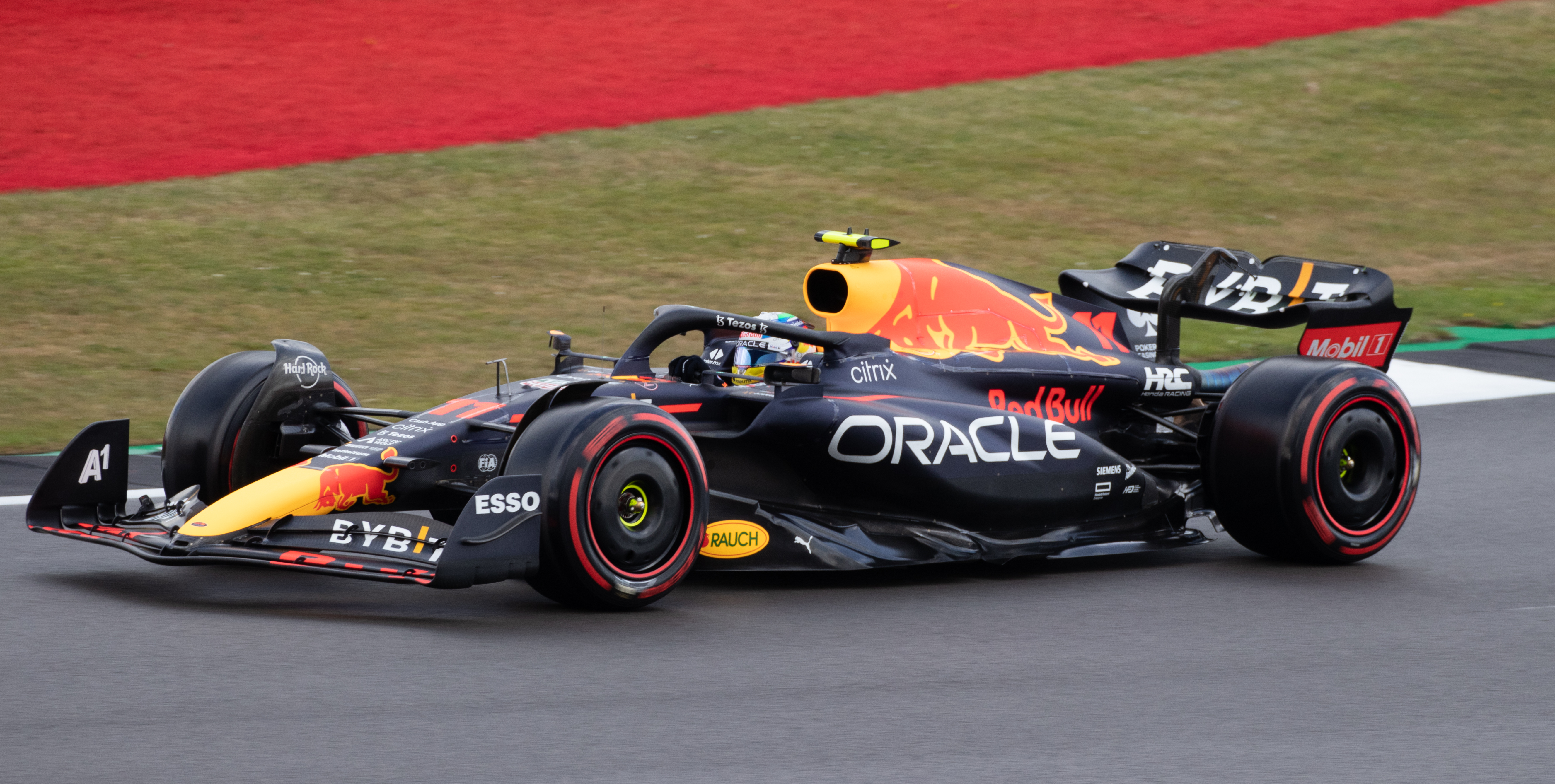
Pérez vid Storbritanniens Grand Prix 2022.

Efter att Racing Point bytte namn till Aston Martin till säsongen 2021 lämnade Pérez för flerfaldiga mästarstallet Red Bull. Pérez körde för stallet i fyra säsonger. Trots att han ursprungligen haft kontrakt till och med säsongen 2026, så valde teamet att gå skilda vägar med Pérez efter säsongen 2024.

## F1-karriär
| Säsong     | Stall/Tillverkare                                             | Placering  | Lopp | Poäng | Etta | Tvåa | Trea | Pole | Varv |
| ---------- | ------------------------------------------------------------- | ---------- | ---- | ----- | ---- | ---- | ---- | ---- | ---- |
| 2011       | Sauber-Ferrari                                                | 16         | 19   | 14    | 0    | 0    | 0    | 0    | 0    |
| 2012       | Sauber-Ferrari                                                | 10         | 20   | 66    | 0    | 2    | 1    | 0    | 1    |
| 2013       | McLaren-Mercedes                                              | 11         | 19   | 49    | 0    | 0    | 0    | 0    | 1    |
| 2014       | Sahara Force India-Mercedes                                   | 10         | 19   | 59    | 0    | 0    | 1    | 0    | 1    |
| 2015       | Sahara Force India-Mercedes                                   | 9          | 19   | 78    | 0    | 0    | 1    | 0    | 0    |
| 2016       | Sahara Force India-Mercedes                                   | 7          | 21   | 101   | 0    | 0    | 2    | 0    | 0    |
| 2017       | Sahara Force India-Mercedes                                   | 7          | 20   | 100   | 0    | 0    | 0    | 0    | 1    |
| 2018       | Sahara Force India-Mercedes Racing Point Force India-Mercedes | 6          | 12 9 | 62    | 0    | 0    | 1 0  | 0    | 0    |
| 2019       | Sportpesa Racing Point F1 Team-Mercedes                       | 10         | 21   | 52    | 0    | 0    | 0    | 0    | 0    |
| 2020       | Racing Point-BWT Mercedes                                     | 4          | 16   | 125   | 1    | 1    | 0    | 0    | 0    |
| 2021       | Red Bull Racing-Honda                                         | 4          | 22   | 190   | 1    | 0    | 4    | 0    | 2    |
| 2022       | Red Bull Racing                                               | 3          | 22   | 305   | 2    | 7    | 2    | 1    | 3    |
| 2023       | Red Bull Racing                                               | 2          | 22   | 285   | 2    | 4    | 3    | 2    | 2    |
| 2024       | Red Bull Racing                                               | 8          | 24   | 152   | 0    | 3    | 1    | 0    | 1    |
| Sammanlagt | Sammanlagt                                                    | Sammanlagt | 285  | 1638  | 6    | 17   | 16   | 3    | 12   |

| 1. Sakhirs 2020 2. Azerbajdzjan 2021 3. Monaco 2022 4. Singapore 2022 5. Saudiarabien 2023 6. Azerbajdzjan 2023 |

| 1. Malaysia 2012 2. Italien 2012 3. Turkiet 2020 4. Australien 2022 5. Emilia-Romagnas 2022 6. Spanien 2022 7. Azerbajdzjan 2022 8. Storbritannien 2022 9. Belgien 2022 10. Japan 2022 11. Bahrain 2023 12. Miamis 2023 13. Belgien 2023 14. Italien 2023 15. Bahrain 2024 16. Saudiarabien 2024 17. Japan 2024 |

| 1. Kanada 2012 2. Bahrain 2014 3. Ryssland 2015 4. Monaco 2016 5. Europa 2016 6. Azerbajdzjan 2018 7. Frankrike 2021 8. Turkiet 2021 9. USA 2021 10. Mexiko 2021 11. Mexiko 2022 12. Abu Dhabi 2022 13. Österrike 2023 14. Ungern 2023 15. Las Vegas 2023 16. Kina 2024 |

| 1. Saudiarabien 2022 2. Saudiarabien 2023 3. Miamis 2023 |

| 1. Monaco 2012 2. Malaysia 2013 3. Österrike 2014 4. Monaco 2017 5. Storbritannien 2021 6. Brasilien 2021 7. Spanien 2022 8. Azerbajdzjan 2022 9. Italien 2022 10. Australien 2023 11. Kanada 2023 12. Belgien 2024 |